# Панерис
«Панерис» (лит. FK Panerys) — бывший литовский футбольный клуб из города Вильнюс. Основан в 1975 году.

## История
ФК «Панерис» был основан в 1975 году в столице Литовской ССР — Вильнюсе. Название клуба означает географический регион по берегам реки Нерис. В советские годы «Панерис» выступал в низших лигах чемпионата республики, в 1989 году выиграл турнир первой лиги Литовской ССР и вышел в высшую.
После выхода литовских команд из федерации футбола СССР в 1990 году «Панерис» выступал в чемпионате республики (т. н. Лига Аукштайтии, в которой играли любительские команды) и выиграл его. Бывшие команды мастеров в это время играли в Чемпионате Прибалтики. В конце сезона был проведён турнир между лучшими профессиональными и любительскими командами Литвы, в котором «Панерис» занял четвёртое место.
После образования независимого чемпионата Литвы в 1991 году «Панерис» был включён в высший дивизион. В 1990-е годы клуб занимал места в верхней половине турнирной таблицы, в сезоне 1991/92 завоевал серебряные медали чемпионата, а в сезоне 1992/93 — бронзовые. В Кубке Литвы наивысшим достижением стал выход в полуфинал в розыгрыше 1993/94.
В 1995 году «Панерис» выступал в Кубке Интертото, где занял последнее место в своей группе.
В 1998 году клуб был расформирован из-за банкротства, после того как провёл 6 матчей в сезоне 1998/99.
В 2017 году появилась информация, что Робертас Тауткус хочет возродить клуб и начнёт играть со II лиги (третья по силе лига в Литве) с 2017 года.
В 2017 году воссозданная команда успeшно провела сeзон в южной зоне II лиги, заняв второe место. В следующем сезоне финишировала 12-й. в 2019 и 2020 годах в соревнованиях ЛФФ не участвовала, а в 2021 году заняла 3-е место в единой II лиге.

## Выступления в еврокубках
| Сезон | Турнир          | Раунд           | Соперник          | Дома | В гостях | Общий счёт     |   |
| ----- | --------------- | --------------- | ----------------- | ---- | -------- | -------------- | - |
| 1995  | Кубок Интертото | Групповой раунд | Форвертс (Штайр)  | 1:1  | —        | —              | — |
| 1995  | Кубок Интертото | Групповой раунд | Спартак (Пловдив) | —    | 0:3      | —              | — |
| 1995  | Кубок Интертото | Групповой раунд | Айнтрахт          | 0:4  | —        | —              | — |
| 1995  | Кубок Интертото | Групповой раунд | Ираклис           | —    | 1:3      | (5-е в группе) |   |

## Тренеры
- Винцас Катейва (1991)
- Виктор Павлов (1991—1994)
- Саулюс Ширмялис (1995—1997)
- Альгимантас Любинскас (1997—1998)
- Игорь Панкратьев (2017)
- Стасис Баранаускас (2017-)

## Фарм-клуб
«Панерис-2» в сезоне 1996/97 играл в высшей лиге. Был создан на базе команды «Алса-Панерис» , проведшей сезон 1995/96 в высшей лиге (по ходу сезона сменила название с «Алса» на «Алса-Панерис»). В сезонах 1997/98 и 1998/99 играл в первой лиге.
До этого, в 1991—1993 годах, в низших лигах играли команды «Панерис-2» и «Панерис-3».